# Hrabstwo Reeves

Piramida wieku hrabstwa

Hrabstwo Reeves – hrabstwo położone w USA, w stanie Teksas. Utworzone w 1883 r. Według danych z 2023 liczy 11,8 tys. mieszkańców (w tym 45,8% to kobiety). Zdecydowana większość (85,7%) mieszkańców to Latynosi. Siedzibą hrabstwa jest miasto Pecos, które skupia 90% mieszkańców hrabstwa. Inne miejscowości, to: Balmorhea, Toyah i Lindsay. Północną granicę hrabstwa wyznacza rzeka Pecos.

## Sąsiednie hrabstwa
- Hrabstwo Eddy, Nowy Meksyk (północ)
- Hrabstwo Loving (północny wschód)
- Hrabstwo Ward (wschód)
- Hrabstwo Pecos (południowy wschód)
- Hrabstwo Jeff Davis (południe)
- Hrabstwo Culberson (zachód)

## Gospodarka
- wydobycie gazu ziemnego (1. miejsce w stanie) i ropy naftowej (3. miejsce)[3]
- produkcja siana (8. miejsce w stanie)[4]
- budownictwo (17% zatrudnionych) i handel detaliczny (15% zatrudnionych)[5]
- uprawa orzeszków ziemnych, orzechów pekan, warzyw i bawełny[4].

Średni dochód gospodarstwa domowego (dane z 2023) w hrabstwie wynosi 56 056 dolarów, zaś dochód na mieszkańca 24 438 dolarów. 17,6% mieszkańców żyje poniżej relatywnej granicy ubóstwa.